# Скорпион (оружје)
Скорпион или скорпио је била врста римског артиљеријског оружја. Ово оружје је било препознатљиво по својој прецизности и моћи.

## Конструкција
Скорпион је оружје врсте мањег катапулта, али више личи на снајпер него на оружје за рушење зидина. Највероватније су га измислили Грци, а касније су га прихватиле римске легије. Овај катапулт користио је систем торзионе опруге.
Комплексност конструкције, а посебно торзионе опруге утицала је на велику сензитивност при промени температуре или влажности. Ово оружје се користило до Развијеног средњег века са изузетком Византије, али се поново појавило током Првог крсташког похода у облику великог самострела.

## Коришћење
Током Римске републике и раног царства, стандард по легији је био 60 шкорпиона, или један за сваку центуриу. Скорпион је имао углавном две функције у легији. При прецизном гађању, то је било оружје које је на раздаљини до 100 m могло да погоди било ког непријатеља. Током опсаде Аварика, у рату против Гала, Јулије Цезар је описао застрашујућу прецизност скорпиона. При параболичном гађању, домет је већи и кретао се до 400 m, при чему је могло да се избаци 3-4 хица у минути. Код прецизног гађања број хитаца је био значајно мањи.

## Галерија
- Савремена реконструкција
- Скорпион на утврђеној позицији
- Скорпион постављен на зиду
- Дачански скорипон